# I Love Lucy
I Love Lucy är en klassisk amerikansk komediserie som bland annat har kallats den första sitcom-serien. Den handlar om den vimsiga Lucy Ricardo (spelad av Lucille Ball) som driver sin make och sina grannar till vansinne. Serien sändes 1951–1960.
179 avsnitt spelades in under åren 1951–1955. I övriga roller återfinns bland andra Balls dåvarande make Desi Arnaz, Vivian Vance och William Frawley.
Serien är känd för Rickys återkommande replik: "Lucy, you got some explaining to do!"
Serien belönades med utmärkelsen Emmy 1952 och 1953.
1962 fick serien en uppföljare, Lucy Show. Under 1990-talet spelades serien in i en svensk variant av I Love Lucy - Älskade Lotten som visades på TV3, med Charlott Strandberg och Kjell Bergqvist som det äkta paret och Sissela Kyle och Jan Holmquist som deras grannar.